# Роккаку-до

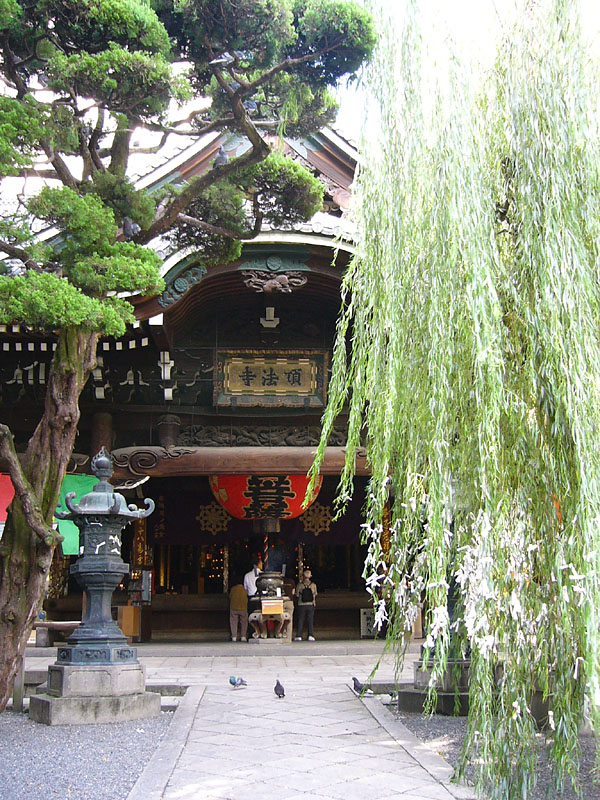
Главный зал храма Роккаку-до

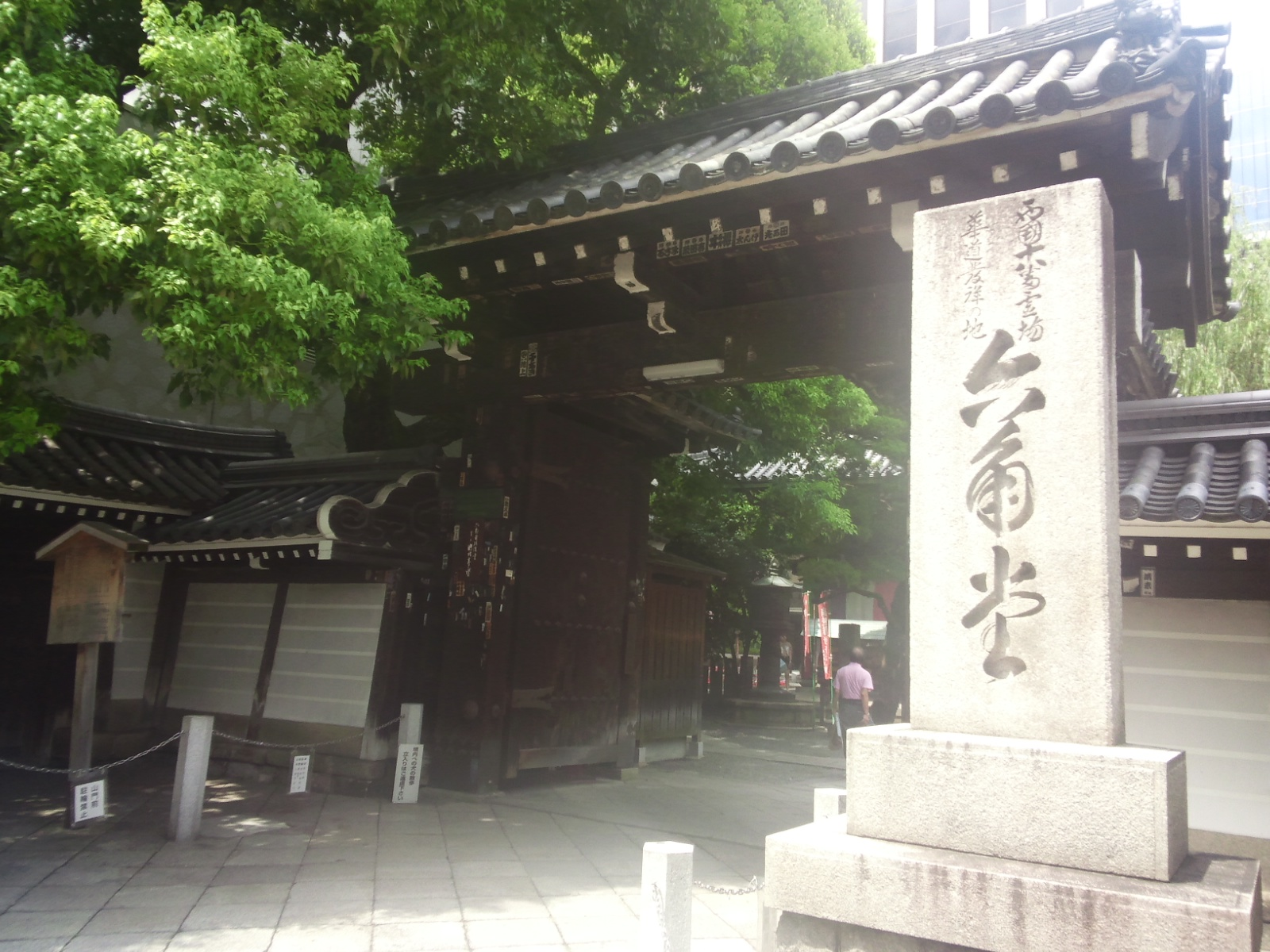
Главные ворота храма Роккаку-до

Храм Роккаку-до (яп. 六角堂 'Rokkaku-dō') (шестиугольный павильон), официальное название name Тёхо-дзи (яп. 頂法寺 Chōhō-ji) — буддийский храм в центральном районе Киото, Япония. Считается, что храм основал принц Сётоку. Название храма связано с шестиугольной формой главного павильона. Храм является 18 направлением из 33 Паломнических Дорог боддхисатвы Каннон. Храм считают местом происхождения искусства икэбана.

## История
Считается, что храм был основан в начале периода Хэйан.
Традиционная школа составления композиций из живых цветов Икэнобо (самая старая из школ икэбана) берёт начало в этом храме в период Муромати. Тогда появился обычай ритуального украшения храма композициями из живых цветов, при этом композиции должны были следовать определённым правилам, за выполнением которых следил настоятель храма.
Роккаку-до был местом становления буддийской школы Дзёдо-синсю — в 1201 году монах Синран провёл здесь 100-дневное отшельничество, и на 95-й день во сне к нему явился принц Сётоку, почитаемый как инкарнация бодхисаттвы Авалокитешвары, который направил его к монаху Хонэну. Синран стал его учеником и позднее создал собственную школу Дзёдо-синсю, отделившуюся от школы Дзёдо-сю Хонэна.

## Легенды
Согласно легенде, принц Сётоку ещё ребёнком посетил остров Авадзи, где нашел маленькую китайскую шкатулку, плававшую у берега. Открыв крышку, он увидел золотую статуэтку бодхисаттвы Каннон, которую решил сохранить как священный амулет. Во время молитв принц обещал построить храм Ситэнно-дзи (на территории современного города Осака).
В 587 году принц направился к месту строительства будущего храма и, возвращаясь в жаркий день, решил искупаться. Вернувшись на берег, он стал одеваться, но вдруг обнаружил, что драгоценный амулет стал очень тяжёлым. Принц не стал оставлять амулет и стал ждать утра около водоёма. Ночью во сне бодхисаттва пришла к нему и сказала, что хочет остаться именно тут, а амулет будет храниться теперь в новом храме и исцелять паломников. В результате храм был построен. Так был построен шестиугольный павильон Роккаку-до. Термин «икэнобо», который впоследствии стал применяться для обозначения школы икэбаны, означает «хижина у пруда» — место, где обитали служители шестиугольного павильона.